# Pseudogekko
Pseudogekko es un género de gecos de la familia Gekkonidae. Son gecos nocturnos y arbóreos. Son endémicos de Filipinas.

## Especies
Se reconocen las siguientes 8 especies:
- Pseudogekko atiorum Davis, Watters, Köhler, Whitsett, Huron, Brown, Diesmos & Siler, 2015.
- Pseudogekko brevipes (Boettger, 1897).
- Pseudogekko chavacano Siler, Welton, Davis, Watters, Davey, Diesmos, Diesmos & Brown, 2014.
- Pseudogekko compresicorpus (Taylor, 1915).
- Pseudogekko ditoy Siler, Welton, Davis, Watters, Davey, Diesmos, Diesmos & Brown, 2014.
- Pseudogekko isapa Siler, Davis, Diesmos, Guinto, Whitsett & Brown, 2016
- Pseudogekko pungkaypinit Siler, Welton, Davis, Watters, Davey, Diesmos, Diesmos & Brown, 2014.
- Pseudogekko smaragdinus (Taylor, 1922).